# Anaptyxe
L’anaptyxe (mot féminin, du grec ἀνάπτυξις, anáptyxis ‘déploiement’) est l'insertion d'un phonème entre des consonnes. C'est un synonyme de ce que la tradition sanskritisante appelle la svarabhakti. La linguistique moderne désigne plutôt ce phénomène par le terme d’épenthèse vocalique.
L’anaptyxe sert à faciliter la prononciation d'un mot. On en trouve des exemples[Lesquels ?] en latin lorsque les Romains tâchèrent d'accommoder des mots étrangers dans leur langue.
Un exemple d'anaptyxe en français familier est la manière dont arc de triomphe est parfois réalisé [aʁ̻kəd̻tʁ̻iɔ̃f], la version sans schwa impliquant trop de consonnes en contact [aʁ̻kd̻tʁ̻iɔ̃f].